# 加蒂奈地区布伊
加蒂奈地区布伊（法語：Bouilly-en-Gâtinais，法語發音：[buji ɑ̃ ɡatinɛ]）是法国卢瓦雷省的一个市镇，属于皮蒂维耶区。

## 地理
加蒂奈地区布伊（48°5'44"N, 2°17'4"E）面积15.96 平方千米，位于法国中央-卢瓦尔河谷大区卢瓦雷省，该省份为法国中北部省份，北起埃松省，西北接厄尔-卢瓦省，西南接卢瓦-谢尔省，南至涅夫勒省和谢尔省，东临约讷省，东北接塞纳-马恩省。
与加蒂奈地区布伊接壤的市镇（或旧市镇、城区）包括：达东维尔、阿斯库、布宗维尔欧布瓦、尚邦拉福雷、库尔塞勒勒鲁瓦、里马尔德河畔楠克赖、弗里尼、耶夫尔城。

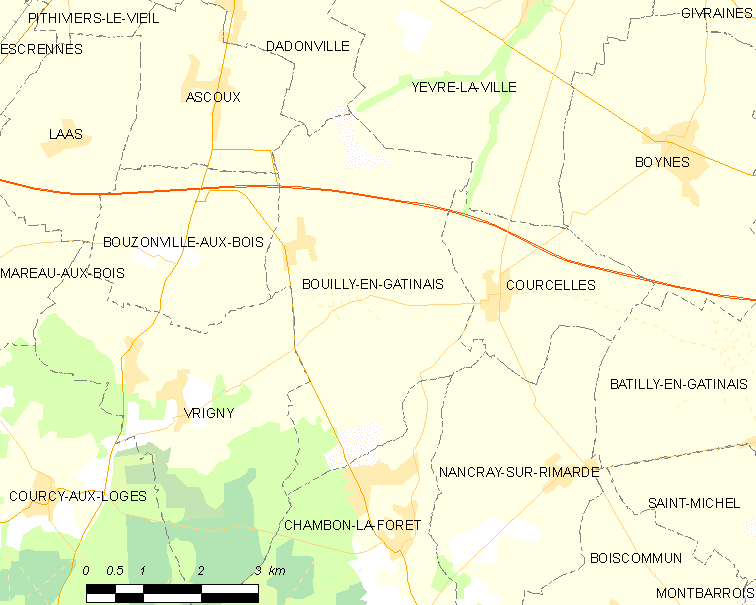
加蒂奈地区布伊的OSM定位图

加蒂奈地区布伊的时区为UTC+01:00、UTC+02:00（夏令时）。

## 行政
加蒂奈地区布伊的邮政编码为45300，INSEE市镇编码为45045。

## 政治
加蒂奈地区布伊所属的省级选区为勒马勒塞布瓦县。

## 人口

1962-2008年间加蒂奈地区布伊人口变化图示

加蒂奈地区布伊于2022年1月1日时的人口数量为307人。